# Daniel Quiñones
Daniel Quiñones (Cali, Valle del Cauca, Colombia; 7 de abril de 1999) es un futbolista Colombiano. Juega como lateral derecho y actualmente milita en el Once Caldas de la Categoría Primera A.

## Trayectoria
En 2019 fue presentado como parte del América de Cali de la Categoría Primera A. Dejó el club en marzo de 2023 por no renovar el contrato.

## Clubes
| Club                     | País     | Año             |
| ------------------------ | -------- | --------------- |
| América de Cali          | Colombia | 2019 - 2023     |
| Deportivo Pasto (Cedido) | Colombia | 2021 - 2022     |
| América de Cali          | Colombia | 2022 - 2023     |
| Once Caldas              | Colombia | 2024 - Presente |

## Resumen estadístico
|                       | Partidos | Goles | Promedio |
| --------------------- | -------- | ----- | -------- |
| Liga                  | 40       | 0     | 0        |
| Copas nacionales      | 5        | 0     | 0        |
| Copas internacionales | 1        | 0     | 0        |
| Total                 | 46       | 0     | 0        |

## Palmarés

### Títulos nacionales
| Título                | Club            | País     | Año  |
| --------------------- | --------------- | -------- | ---- |
| Torneo Finalización   | América de Cali | Colombia | 2019 |
| Campeonato colombiano | América de Cali | Colombia | 2020 |